# Kolwezite
La kolwezite è un minerale.